# زعفران آلمه
زعفران آلمه (نام علمی: 'Crocus almehensis') یکی از گونه‌های سردهٔ زعفران است. ارتفاع گیاه ۱۰ سانتی‌متر است. تنها زعفران زرد گل ایران بوده و به همین دلیل به سادگی شناسایی می‌گردد. طرح‌های به رنگ قهوه‌ای تیره موجود در سطح خارجی گلپوش آن خیلی متنوع بوده بطوری که بعضی مواقع تقریباً از بین رفته و در بعضی مواقع به صورت غالب در می‌آید و ۳ تا ۴ برگ آن همراه با گل‌ها ظاهر می‌شوند. این گونه معمولاً در کنار برف‌های در حال ذوب گل داده و بعضی مواقع نیز قادر به صبر کردن نبوده و مستقیماً از داخل برف‌ها بیرون می‌آید. این گیاه تنها در پارک ملی واقع در گرگان و در ارتفاع ۱۶۰۰ تا ۱۹۰۰ متری جمع‌آوری می‌گردد. زعفران آلمه در سال ۱۹۷۳ میلادی معرفی گردیده است. فصل گلدهی فروردین و اردیبهشت‌ماه است.